# 1085
Évszázadok: 10. század – 11. század – 12. század
Évtizedek: 1030-as évek – 1040-es évek – 1050-es évek – 1060-as évek – 1070-es évek – 1080-as évek – 1090-es évek – 1100-as évek – 1110-es évek – 1120-as évek – 1130-as évek
Évek: 1080 – 1081 – 1082 – 1083 –  1084 – 1085 – 1086 – 1087 – 1088 – 1089 – 1090

## Események
- Salamon kun sereggel keletről betör az országba, de I. László Munkácsnál megveri a kun sereget. Ezután Salamon a besenyőkkel szövetkezik, majd nyoma vész a történelemből.
- A pápát támogató normannok kifosztják Rómát, VII. Gergely pápa a nép dühe elől Salernóba menekül, ahol meghal.
- május 25. – VI. Alfonz kasztíliai király visszafoglalja Toledót a móroktól.[1]
- karácsony – I. Vilmos angol király országos összeírást rendelt el az általa adományozott földekről és javakról (lásd Domesday Book).[2]

## Születések
- III. Boleszláv lengyel fejedelem

## Halálozások
- május 25. – VII. Gergely pápa[3]